# Comostola pupillata
Comostola pupillata là một loài bướm đêm trong họ Geometridae.